# Anne Ramsey
Anne Ramsey-Mobley (n. 27 martie 1929, Omaha, Nebraska, SUA – d. 11 august 1988, Hollywood, California, SUA) a fost o actriță americană. Aceasta este cunoscută pentru rolurile din filmele Tâlharii (1985) și Arunc-o pe mama din tren⁠(d) (1987), cel din urmă fiind nominalizat la Premiile Oscar și la Premiile Globul de Aur.

## Biografie
Ramsey s-a născut în Omaha, Nebraska, fiica lui Eleanor (născută Smith), trezorier al organizației Girl Scouts of the USA⁠(d), și a lui Nathan Mobley, un director de asigurări. Mama sa era descendentă a primilor coloniști (William Brewster⁠(d)), iar unchiul ei era ambasadorul David S. Smith⁠(d). Ramsey a crescut în Great Neck, New York⁠(d) și Greenwich, Connecticut. A urmat Colegiul Bennington⁠(d), iar acolo a devenit interesată de teatru. A apărut în numeroase producții pe Broadway în anii 1950 și s-a căsătorit cu actorul Logan Ramsey⁠(d) în 1954. Cei doi s-au mutat în Philadelphia, unde au înființat Theatre of Living Arts⁠(d).
În anii 1970, cariera lui Ramsey a luat avânt la Hollywood, interpretând roluri de personaj și apărând în seriale de televiziune precum Little House on the Prairie⁠(d), Wonder Woman⁠(d), Three's Company⁠(d) și Ironside⁠(d). A jucat alături de soțul său în șapte lungmetraje - The Sporting Club⁠(d) (1971) a fost primul film și Meet the Hollowheads⁠(d) (1989) a fost ultimul. În 1988, Ramsey a fost nominalizată la Premiul Oscar pentru cea mai bună actriță în rol secundar și la Globul de Aur pentru cea mai bună actriță în rol secundar pentru rolul său din Arunc-o pe mama din tren (1987). Interpretare a fost însă premiată cu Premiul Saturn pentru cea mai bună actriță într-un rol secundar. Era al doilea premiu Saturn obținut de actriță, primul fiind câștigat pentru rolul din Tâlharii. În februarie 1988, a fost invitată într-un episod al serialului ALF⁠(d).

## Moartea
Vorbirea oarecum neinteligibilă a actriței a fost cauzată parțial de îndepărtarea unei părți din limbă și maxilar în timpul unei operații de cancer esofagian în 1984.
În 1988, cancerul a recidivat. Aceasta a murit pe 11 august la Motion Picture & Television Country House and Hospital⁠(d) din Woodland Hills⁠(d), California. Ramsey este înmormântată în cimitirul Forest Lawn⁠(d) din North Omaha, Nebraska⁠(d).

## Filmografie

### Filme de cinema
| An   | Titlu                               | Rol                    | Note |
| ---- | ----------------------------------- | ---------------------- | --- |
| 1971 | The Sporting Club                   | Scott's wife           | |
| 1972 | The New Centurions                  | Wife of crazy man      | nemenționată |
| 1972 | Up the Sandbox                      | Battleaxe              | |
| 1973 | The Third Girl from the Left        | Madelaine              | Film de televiziune |
| 1974 | Rhinoceros                          | Woman with cat         | |
| 1974 | For Pete's Sake                     | Telephone lady         | |
| 1974 | The Law                             | Eleanor Bleisch        | Film de televiziune |
| 1976 | From Noon till Three                | Massive woman          | |
| 1976 | Dawn: Portrait of a Teenage Runaway | Librarian              | Film de televiziune |
| 1976 | The Boy in the Plastic Bubble       | Rachel                 | Film de televiziune |
| 1977 | Fun with Dick and Jane              | Employment Applicant   | |
| 1978 | Goin' South                         | Spinster #2            | |
| 1978 | The Gift of Love                    | Maeve O'Hollaran       | Film de televiziune |
| 1979 | When You Comin' Back, Red Ryder?    | Rhea Childress         | |
| 1980 | White Mama                          | Heavy Charm            | Film de televiziune |
| 1980 | The Black Marble                    | Bessie Callahan        | |
| 1980 | Any Which Way You Can               | Loretta Quince         | |
| 1981 | Honky Tonk Freeway                  | TV Chef                | nemenționată |
| 1981 | A Small Killing                     | Doris                  | Film de televiziune |
| 1982 | Marian Rose White                   | Teacher                | |
| 1982 | National Lampoon's Class Reunion    | Mrs. Tabazooski        | |
| 1983 | I Want to Live!                     | Matron                 | Film de televiziune |
| 1983 | Herndon                             | Miss Helter            | Film de televiziune |
| 1984 | The Seduction of Gina               | Woman on bus           | Film de televiziune |
| 1984 | Getting Physical                    | Lady at Police Station | Film de televiziune |
| 1984 | The Killers                         | First Ragpicker        | |
| 1985 | The Goonies                         | Mama Fratelli          | Saturn Award for Best Supporting Actress |
| 1986 | Say Yes                             | Major                  | |
| 1986 | Deadly Friend                       | Elvira Parker          | |
| 1987 | Love at Stake                       | Old Witch              | |
| 1987 | Weeds                               | Mom Umstetter          | |
| 1987 | Throw Momma from the Train          | Momma                  | Saturn Award for Best Supporting Actress Nominalizată—Academy Award for Best Supporting Actress Nominalizată—Golden Globe Award for Best Supporting Actress – Motion Picture |
| 1988 | Dr. Hackenstein                     | Ruby Rhodes            | |
| 1988 | Good Old Boy: A Delta Boyhood       | The Hag                | Film de televiziune Lansat postum |
| 1988 | Scrooged                            | Woman in shelter       | Lansat postum |
| 1989 | Meet the Hollowheads                | Babbleaxe              | Lansat postum |
| 1989 | Another Chance                      | Leadlady               | Lansat postum |
| 1989 | Homer and Eddie                     | Edna                   | Lansat postum |

### Filme de televiziune
| An   | Titlu                       | Rol               | Note                                               |
| ---- | --------------------------- | ----------------- | -------------------------------------------------- |
| 1972 | Ironside                    | Motel Manager     | Episodul: "Riddle Me Death"                        |
| 1972 | Banyon                      | Mrs. Hendricks    | Episodul: "Just Once"                              |
| 1975 | Wonder Woman                | Taxi Cab Driver   | Episodul: "The New Original Wonder Woman"          |
| 1976 | Mary Hartman, Mary Hartman  | Sister Bernadette | Episodul: "1.24"                                   |
| 1976 | Delvecchio                  | Mrs. Bellows      | Episodul: "The Silent Prey"                        |
| 1976 | Charlie's Angels            | Henry's wife      | Episodul: "Hellride"                               |
| 1977 | Wonder Woman                | Connie            | Episodul: "Mind Stealers from Outer Space: Part 1" |
| 1978 | Little House on the Prairie | Mrs. Schiller     | Episodul: "As Long As We're Together: Part 1"      |
| 1978 | ABC Afterschool Specials    | Nurse             | Episodul: "A Home Run for Love"                    |
| 1979 | Laverne & Shirley           | Lady              | Episodul: "Fire Show"                              |
| 1979 | CHiPs                       | Nurse Betty Jo    | Episodul: "Hot Wheels"                             |
| 1982 | Laverne & Shirley           | Killer            | Episodul: "Death Row: Part 2"                      |
| 1983 | Three's Company             | Woman at ATM      | Episodul: "The Money Machine"                      |
| 1984 | Murder, She Wrote           | Bag Lady          | Episodul: "The Murder of Sherlock Holmes"          |
| 1984 | Family Ties                 | Mrs. Warfield     | Episodul: "Help Wanted"                            |
| 1985 | Hill Street Blues           | Mrs. Scalisi      | Episodul: "Blues in the Night"                     |
| 1985 | Night Court                 | Edna Sneer        | Episodul: "Halloween, Too"                         |
| 1986 | Knight Rider                | Crossing Guard    | Episodul: "Killer K.I.T.T."                        |
| 1988 | ALF                         | Ethel Buttonwood  | Episodul: "You Ain't Nothin' but a Hound Dog"      |